# Mauritiusgrafvleermuis
De mauritiusgrafvleermuis (Taphozous mauritianus)  is een zoogdier uit de familie van de schedestaartvleermuizen (Emballonuridae). De wetenschappelijke naam van de soort werd voor het eerst geldig gepubliceerd door É. Geoffroy in 1818.

## Kenmerken
Het dier heeft een grijsbruine rug en een bijna witte rug en vleugels. De lichaamslengte bedraagt 7,5 tot 9,5 cm, de staartlengte 2 tot 3 cm en het gewicht 15 tot 30 gram.

## Leefwijze
Deze vleermuis maakt klikgeluidjes en slaakt kreetjes, die voor de mens hoorbaar zijn. Ook wordt er gebruikgemaakt van ultrasone geluiden, die ervoor zorgen dat het dier niet tegen hindernissen aanvliegt. Dankzij deze echolocatie zoekt het dier ook zijn prooien. Overdag hangen ze in groepen aan takken en muren, zelfs in de stad. 's Nachts gaan ze boven water op zoek naar insecten.
De Mauritiusgrafvleermuis wordt met name aangetroffen in vochtige, open savannegebieden of in de buurt van rivieren en moerassen; dichte bosgebieden worden vermeden. Ook zijn deze vleermuizen vaak in bewoonde gebieden te vinden. De populaties in Sao Tomé en Principe komen vooral voor op cacaoplantages.

## Verspreiding
De soort komt voor in grote delen van Sub-Saharisch Afrika van Zuid-Afrika in het zuiden tot Soedan en Mauritanië in het noorden en van Senegal in het westen tot Somalië in het oosten. Ook komt de Mauritiusgrafvleermuis voor op verscheidene eilanden zoals Madagaskar, Mauritius, de Comoren, Réunion, Aldabra (Seychellen), Zanzibar (Tanzania), Bioko en Annobón (Equatoriaal-Guinea) en Sao Tomé en Principe (Sao Tomé en Principe).